# Комаину
Комаину (яп. 狛犬) — японское мифическое животное, напоминающее смесь льва и собаки. Служат  мистическими стражами, расположенными парами при входе в синтоистские храмы, однако могут встречаться и при буддийском храме тоже. Часто сделаны из камня, но также могут быть из бронзы, железа, дерева и даже керамики. 

## Название
Существуют две версии дословного перевода слова «комаину». По первой, перевод будет «корейская собака», где «кома» — имя древнего Корейского королевства Когурё. По второй версии, опираясь на китайские источники, будет означать «собаки, привезённые из-за границы».

## История
Первые статуи львов появились в Индии в III веке до н. э., позже традиция распространилась на Китай во время династии Тан (618—907), а затем на Корею и Японию.
Во времена периодов Нара (710—794) и Хэйан (794—1185) в Японии комаину были сделаны из дерева и располагались только внутри храмов, к тому же иногда статуи могли использоваться как ограничитель двери. Однако позже в период Камакура (1185—1333) внешность комаину изменилась. Одна из статуй стала изображаться похожей на льва и с открытой пастью, чтобы отгонять злых духов, в то время, как вторая стала представлять собой собаку с закрытой пастью, чтобы удерживать и охранять добрых духов. Также вторая статуя могла быть представлена с рогом на голове.
С XIV века в период Муромати (1336—1573) комаину стали устанавливаться снаружи, как хранители храма. Начиная с этого времени, для защиты статуй от дождливых погодных условий их начали вырезать из камня.

## Вариации
В Японии существует множество региональных стилей комаину. Наиболее популярные — это стили Окадзаки, Эдо и Идзумо. Особенность стиля Идзумо заключается в том, что статуи не сидят, а находятся в состоянии готовности к прыжку с высоко поднятой задней частью. Стиль Эдо характеризуется худым телом, широко открытыми глазами, густыми бровями и хвостом-кисточкой. Что касается стиля Нанива, комаину обычно придерживает лапой небольшой шар.
Фигуры комаину есть в мака дай дай сёги и некоторых других крупных вариантах сёги.